# Dieffenbacher
Dieffenbacher Holding GmbH & Co. KG med hovedkvarter i Eppingen, Baden-Württemberg er en virksomhed, der udvikler, producerer og opsætter produktionsanlæg til træ-, komposit-, metal- og genbrugsindustri. Dieffenbacher har over 1.850 ansatte og har på verdensplan 18 afdelinger.